# 广南水库
广南水库，位于中华人民共和国山东省东营市东营区东南部，以引蓄黄河水为水源，为胜利油田供水而建。
水库总面积63平方千米。水库于1982年10月开工，于1986年3月15日竣工，水源引自50千米外的黄河。它南北长8千米，东西宽5千米，库区占地面积为39平方千米，库容1.14亿立方米。因每年都有大量天鹅在此越冬，亦称“天鹅湖”。

## 資料來源
1. 1 2 3  郑继胜. . 中华人民共和国水利部.   [2020-10-10]. （原始内容存档于2020-10-10）.
2. ↑  《中国河湖大典》编纂委员会.  (M) 1. 北京: 中国水利水电出版社. 2010: 192. ISBN 978-7-5084-7953-8.
3. ↑  李晓曼. . 中国网.   [2020-10-10]. （原始内容存档于2020-10-10）.